# Rovinka
Rovinka (ab 1927 bis 1948 slowakisch „Čela“ – 1948–1960 „Štefánikovce“; deutsch Waltersdorf, ungarisch Csölle) ist eine Gemeinde in der Südwestslowakei mit 6322 Einwohnern (Stand 31. Dezember 2024) im Okres Senec des Bratislavský kraj bei Bratislava.

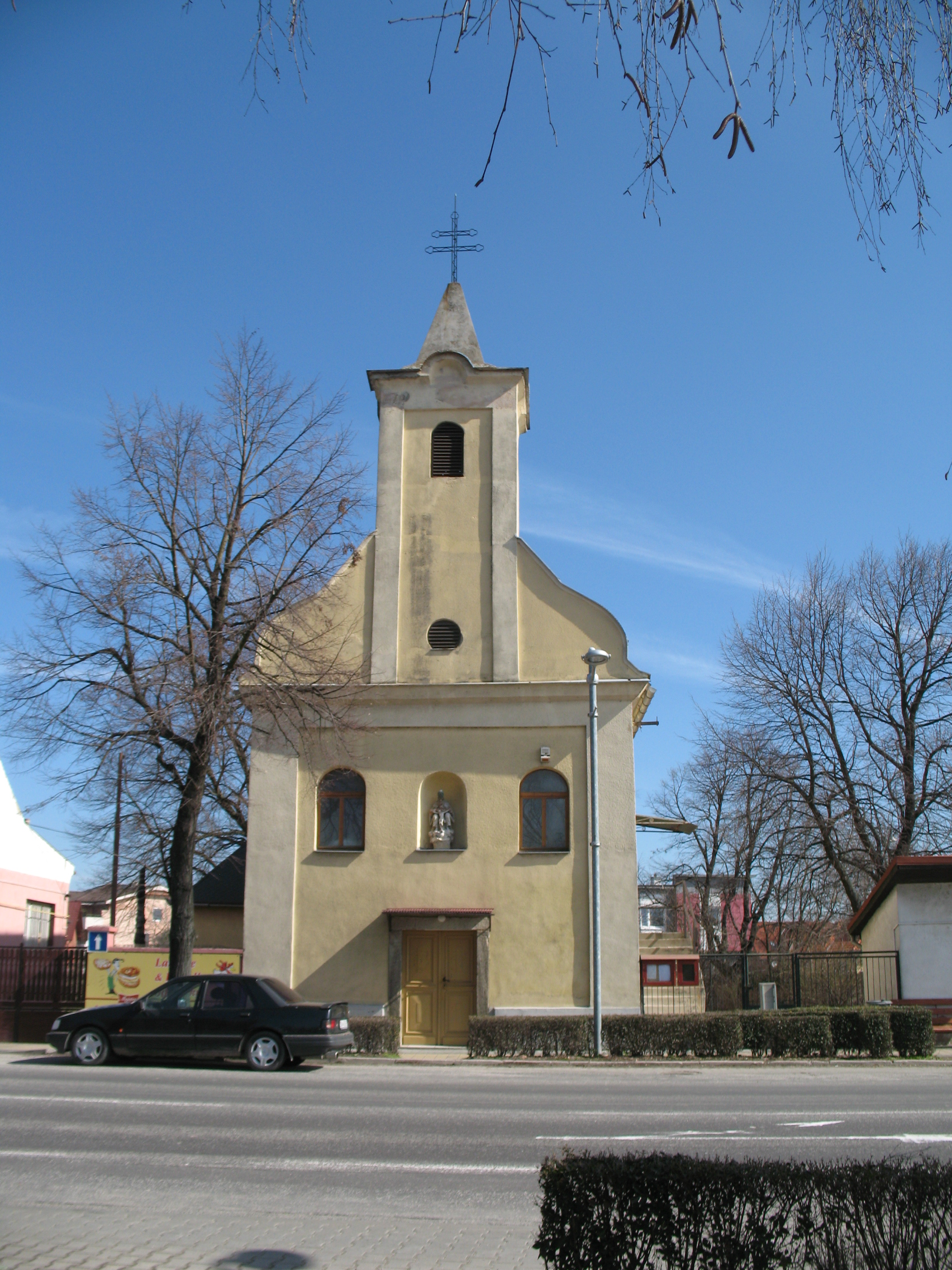
Kirche der Dreifaltigkeit

## Geographie
Die Gemeinde befindet sich im westlichen Teil der ebenen Großen Schüttinsel (Teil von Donautiefland). Das Ortszentrum liegt auf einer Höhe von 130 m n.m. und ist 10 Kilometer von Šamorín, 15 Kilometer von der Hauptstadt Bratislava sowie 27 Kilometer von Senec entfernt.
Nachbargemeinden sind Bratislava (Stadtteil Podunajské Biskupice) im Westen, Nordwesten, Norden und Nordosten sowie Dunajská Lužná im Osten, Südosten, Süden und Südwesten.

## Geschichte
Der Ort wurde 1235 erstmals erwähnt und entwickelte sich später in zwei Dörfern – Unterwaltersdorf und Oberwaltersdorf, welche 1913 vereinigt wurden. Der ursprüngliche Ort, aus dem später Unterwaltersdorf hervorging, war Besitz mehrerer Familien, im 14. Jahrhundert erwarb das Erzbistum Gran einen Teil der Ländereien und besaß hier 1553 sieben Porta, die Familie Farkas besaß im selben Jahr vier Porta. Später hatten Familie wie Udvarnoky, Klobusiczky, Pálffy und Brogyáni ihre Güter in Unterwaltersdorf. 1828 zählte man 22 Häuser und 168 Einwohner.
Oberwaltersdorf wurde erstmals 1532 als Chellye schriftlich erwähnt und war Besitz des Erzbistums Gran. 1828 zählte man hier 42 Häuser und 301 Einwohner.
Bis 1918/1919 gehörte der Ort im Komitat Pressburg zum Königreich Ungarn und kam danach zur neu entstandenen Tschechoslowakei beziehungsweise heute Slowakei. Bis kurz nach dem Zweiten Weltkrieg gab es im Dorf eine Mehrheit deutscher und ungarischer Bewohner. Diese wurden auf Grund der Beneš-Dekrete nach dem Zweiten Weltkrieg vertrieben. 2001 wohnten im Ort 1274 Einwohner, davon 88,5 % Slowaken und 7,5 % Magyaren. Die 1948 in den Namen Štefánikovce erfolgte Umbenennung geht auf den tschechoslowakischen Politiker Milan Rastislav Štefánik zurück, die 1960 wiederum erfolgte Umbenennung geht auf einen Bürgervorschlag zurück und bedeutet so viel wie „kleine Ebene“.

## Bevölkerung
| Jahr                | 1994 | 2004    | 2014      | 2024      |
| ------------------- | ---- | ------- | --------- | --------- |
| Anzahl der Personen | 1216 | 1368    | 3021      | 6322      |
| Unterschied         |      | +12,5 % | +120,83 % | +109,26 % |

| Jahr                | 2023 | 2024    |
| ------------------- | ---- | ------- |
| Anzahl der Personen | 6099 | 6322    |
| Unterschied         |      | +3,65 % |

Nach der Volkszählung 2011 wohnten in Rovinka 2250 Einwohner, davon 1998 Slowaken, 78 Magyaren, 23 Tschechen, 12 Deutsche, neun Ukrainer, jeweils drei Bulgaren, Mährer, Polen und Russinen, zwei Juden und ein Russe. 16 Einwohner gaben eine andere Ethnie an und 99 Einwohner machten keine Angabe zur Ethnie.
1302 Einwohner bekannten sich zur römisch-katholischen Kirche, 118 Einwohner zur Evangelischen Kirche A. B., 35 Einwohner  zur griechisch-katholischen Kirche, sieben Einwohner zur orthodoxen Kirche, fünf Einwohner zur apostolischen Kirche, drei Einwohner zur reformierten Kirche, zwei Einwohner zu den christlichen Gemeinden und ein Einwohner zu den Baptisten. 17 Einwohner bekannten sich zu einer anderen Konfession, 486 Einwohner waren konfessionslos und bei 252 Einwohnern wurde die Konfession nicht ermittelt.

## Kultur
- römisch-katholische Kirche der Dreifaltigkeit im klassizistischen Stil aus dem Jahr 1798

## Verkehr
Durch Rovinka verläuft die Cesta I. triedy 63 („Straße 1. Ordnung“) von Bratislava nach Komárno. Unmittelbar nordwestlich des Ortes kreuzt sie sich mit der Autobahn D4 an der Anschlussstelle Bratislava-Podunajské Biskupice. Auch die Schnellstraße R7 verläuft in der Nähe. Durch mehrere Haltestellen ist Rovinka zudem an das Regionalbusnetz angeschlossen, es gibt zudem eine Haltestelle an der Bahnstrecke Bratislava–Komárno.